# Anas Zniti
Anas Zniti (en arabe : أنس الزنيتي, en amazighe : ⴰⵏⴰⵙ ⴰⵣⵏⵉⵜⵉ), né le 28 août 1988 à Fès (Maroc), est un footballeur international marocain évoluant au poste de gardien de but au Al-Wasl FC, et à l'équipe nationale du Maroc.
Possédant l'un des plus beaux palmarès du football marocain et africain, il a remporté en club deux botolas, trois coupes du Maroc, trois coupes de la confédération, deux supercoupes de la CAF, une coupe nord-africaine des clubs champions et une coupe arabe des clubs champions.
En sélection, il est appelé pour la première fois en janvier 2013 par Rachid Taoussi pour disputer la Coupe d'Afrique des nations 2013. Avec la sélection locale, il remporte le Championnat d'Afrique des nations en 2018 et 2020, où il est sacré meilleur gardien de but de la compétition.

## Biographie

### Carrière en club

#### Jeunesse et débuts
Anas Zniti voit le jour le 28 août 1988 à Fès, la capitale culturelle du Maroc, d'un père marocain et d'une mère algérienne marocaine de Ghazaouet. Ses deux parents pratiquaient déjà le sport d'une façon professionnelle, sa mère était gardienne de but, tandis que son père évoluait avec l'Union sportive de Fès, l'un des plus anciens clubs de rugby au royaume. 
Au début, Anas aimait évoluer comme un joueur de champ, mais son père voulait qu'il occupe les buts par crainte qu'il se blesse. Sous l'influence de Ahmed Sahli, il intègre l'école du Maghreb de Fès qui avait une bonne réputation en matière de formation des gardiens de but. 
Quelque temps après, il atteint l'équipe des juniors avec qui il remporte la Coupe de la ligue de la région Fès-Meknès et le championnat national des juniors, où les Fassi s'imposent en finale face au Raja Club Athletic sur le score de 2 buts à 1. 
Son rendement ne passe pas inaperçu, et Anas Zniti rejoint directement l'équipe première en 2007, alors entraîné par le technicien français Pierre Lechantre, sans évoluer avec les espoirs.

#### Révélation au Maghreb de Fès (2007-2013)
À la suite du départ de Abdelillah Bagui pour le Kawkab de Marrakech en 2008, Anas Zniti commence à être titularisé dès le début de la saison 2008-2009. L'équipe finit le championnat à la septième position et atteint la finale de la Coupe du trône de 2008 avant de s'incliner face aux FAR de Rabat sur le score d'un but à zéro.
Lors des tirs au but de la finale retour de la Coupe de la CAF 2011 contre les Tunisiens du Club africain il arrête deux penaltys et marque le penalty décisif qui offre le titre au MAS, il sera élu homme du Match de cette finale remportée par son équipe

#### Passage terne aux FAR (2013-2015)
Il fut transféré aux FAR de Rabat où il disputera deux saisons titulaire au sein du club. Mais à la fin de la saison 2014-2015, il quitte le club à cause de problèmes avec les dirigeants.

#### Raja Club Athletic (2015-2025)
En juin 2015, le Raja CA annonce officiellement la venue de Anas Zniti qui paraphe un contrat de trois ans.
Le 19 août, il remporte son premier titre avec son nouveau club, il s'agit de la Coupe nord-africaine des clubs 2015. Le Raja dispose en effet du Club africain (2-0) et de l'Ismaily SC (1-0), et se contente d'un match nul face au Al Hilal Benghazi.
Le 12 octobre 2017, au titre des seizièmes de finale de la coupe de trône contre le FUS de Rabat au Stade Moulay Hassan, Anas Zniti réussit un exploit assez rare en arrêtant deux penaltys au cours du même match. Le premier de Badr Boulahroud à la 64e minute et le deuxième de Hicham El Aroui à la 90e minute, permettant ainsi au Raja de remporter le match 2-1 et se qualifier aux demi-finales.
Le 18 novembre, se joue la finale face au Difaâ d'El Jadida au stade Stade Moulay Abdallah. Après la fin des prolongation sur un score nul (1-1), Anas Zniti arrête un penalty et permet à son coéquipier Issam Erraki de marquer le penalty décisif et de remporter la finale, c'est son deuxième titre avec le Raja.
La saison 2018-2019 est très aboutie pour Anas Zniti, puisqu'il remporte avec les verts le doublé coupe de la confédération-Supercoupe, la première contre l'AS Vita Club où il s'illustre surtout au match retour à Kinshasa quand il arrête plusieurs occasions très dangereuses des Congolais, et la deuxième au Stade Jassim-bin-Hamad à Doha contre l’Espérance sportive de Tunis, où les Verts s'imposent sur le score de 2-1.
Avec six titres, il devient ainsi le second joueur marocain le plus couronné en titres internationaux ex aequo avec la légende du Raja Mustapha Chadli, et derrière l'emblématique capitaine des verts Abdellatif Jrindou.
Le 28 septembre 2019, alors que le score est nul (1-1) entre le Raja et Al Nasr Benghazi au titre du premier tour de la Ligue des champions, il arrête un penalty des libyens à la 34e minute et permet au Verts d'aller chercher la qualification pour la phase de poules, après la victoire au match aller (3-1).
Le 10 janvier 2020, le Raja se déplace à Tizi Ouzou pour disputer la quatrième journée de la Ligue des champions 2019-2020 face à la JS Kabylie. Sur une pelouse médiocre où le Raja peine pour développer son jeu, Zniti réalise plusieurs parades décisives et est sacré Homme du match et fait partie de l'équipe-type de la journée avec une note de 8,4 sur le site SofaScore,. 
Le 8 octobre, Anas Zniti reçoit le prix 'Aigle du mois' d'octobre qui récompense le meilleur joueur de l'équipe du mois.
Le 11 octobre, Zniti remporte le premier championnat de sa carrière. Les Verts, alors en tête du classement, reçoivent les FAR de Rabat lors de l'ultime journée, et ont besoin d'une victoire pour remporter le championnat. Les visiteurs ouvrent le score à quelques minutes de la fin du premier carton, avant que Abdelilah Hafidi n'inscrive un doublé dont un but à la 90e minute, pour sacrer le Raja comme champion du Maroc. 
Le 26 novembre, il est désigné meilleur gardien de but du championnat marocain 2019-2020 par l'Union marocaine des footballeurs professionnels. Le 5 mai 2021, il est éliminé en quarts de finale de la Coupe du Maroc après une défaite contre l'AS FAR dans les séances de penaltys (match nul, 1-1 ; penaltys : défaite, 5-3).  
Le 10 juillet 2021, le Raja CA s'impose en finale de la Coupe de la confédération face aux Algériens de la JS Kabylie et d'adjuge son troisième titre de la compétition (victoire, 2-1). Lors de cette compétition, Anas Zniti dispute la totalité des matchs.
Le 27 août 2022, Anas Zniti renouvelle son contrat avec le club pour une saison supplémentaire.  
Le 28 février 2023, au titre de la 18e journée du championnat contre le Moghreb de Tétouan, il dispute son 300e match avec le club depuis sa venue en juin 2015. Il devient le neuvième joueur de l'histoire du club à dépasser le barre des 300 matchs après Said Ghandi, Abdelmajid Dolmy, Abdelhak Fethi, Omar Nejjary, Abdellatif Jrindou, Mohamed Oulhaj, Mohsine Moutouali et Abdelilah Hafidi. Le 12 juillet, il renouvelle son contrat pour deux saisons supplémentaires.
Le 15 juillet au Complexe sportif Moulay-Abdallah, le Raja dispute la finale de la Coupe du trône face à la RS Berkane, qui remporte ce match en prolongations après l'expulsion précoce de Marouane Hadhoudi et un pénalty annulé par la VAR (1-0),. 
La saison 2023-2024 voit le Raja réaliser un exploit historique en remportant le doublé coupe-championnat sans aucune défaite. Les Verts ont pourchassé l'AS FAR depuis le début de la saison jusqu'à la 29e journée quand Adam Ennafati marque le coup franc décisif à la dernière minute contre le Wydad et les propulse à la tête du classement. Le 14 juin 2024, le club s'assure le titre en s'imposant face au Mouloudia d'Oujda (0-3) et bat également le record des points avec 72 unités. Le 1er juillet, le Raja enchaîne avec une quatorzième victoire de suite en battant l'AS FAR encore une fois en finale de la Coupe du trône pour s'assurer le troisième doublé de son histoire.    

### Sélection nationale
Il est présélectionné par Eric Gerets pour le tournoi de la LG Cup mais ne figure pas dans la liste finale. 
En 2013, il fait partie des 24 sélectionnés par le nouveau sélectionneur Rachid Taoussi pour faire le voyage en Afrique du Sud, afin de disputer la Coupe d'Afrique des nations 2013. Le 8 janvier 2013, lors d'un match amical face à la Zambie, il jouera toute la deuxième mi-temps. 
En 2014, Anas Zniti est convoqué par Badou Zaki pour jouer deux matchs amicaux contre la Libye et le Qatar et Zniti les joua sans encaisser aucun buts pendant les deux matches.
En décembre 2017, il est parmi la liste définitive de 23 joueurs désignés par Jamal Sellami qui prendront part au Championnat d'Afrique de nations 2018 organisé au Maroc. 
Les Lions de l'Atlas réalisent une entame de haute voltige en terrassant la Mauritanie 4-0, la Guinée 3-1 grâce à un triplé de Ayoub El Kaabi et en se contentant d'un nul vierge face au Soudan avec une équipe que Sellami a largement remaniée pour faire souffler ses titulaires, où Zniti est remplacé par Abdelali Mhamdi. En quarts de finale, après un match maîtrisé, le Maroc bat les Namibiens 2-0 puis s'imposent plus difficilement en demi-finales face à la Libye sur le score de 3-1 lors d'un match qui s'achève en 120 minutes. Le 4 février 2018 au Stade Mohamed V, les Lions de l'Atlas remportent la finale en écrasant le Nigeria sur le score de 4-0.
En janvier 2021, il prend part avec la sélection nationale au Championnat d'Afrique des nations 2020, organisée au Cameroun. Les Marocains se qualifient en tête de leur groupe après deux victoires face au Togo 1-0 et l'Ouganda (5-2), et un nul contre le Rwanda. Ils se défont ensuite de la Zambie (3-1), du Cameroun (4-0) pour faire face au Mali en finale. Les Lions de l'Atlas conservent leur titre en remportant la finale sur le score de 2-0 et soulèvent leur deuxième trophée de la compétition. Anas Zniti est sacré Homme de la finale et meilleur gardien de but de la compétition.
Le 22 novembre 2021, il figure parmi les 23 sélectionnés de Houcine Ammouta pour prendre part à la Coupe arabe de la FIFA 2021. Le Maroc A' atteint les quarts de finales avant d'être éliminé par l'Algérie A', après une séance de penaltys (match nul, 2-2).
Le 23 décembre 2021, il figure officiellement dans la liste des 28 joueurs sélectionnés de Vahid Halilhodžić pour la CAN 2022 au Cameroun. Le Maroc atteint les quarts de finales et Anas Zniti ne fait aucune entrée en jeu, au détriment de Yassine Bounou et Munir Mohand Mohamedi.
Le 12 septembre 2022, il reçoit une convocation du nouveau sélectionneur du Maroc Walid Regragui pour un stage de préparation à la Coupe du monde 2022 à Barcelone et Séville pour deux confrontations amicaux, notamment face au Chili et au Paraguay,. 
| 0 | Date             | Lieu                                            | Adversaire   | Score | Résultats | Compétitions |
| - | ---------------- | ----------------------------------------------- | ------------ | ----- | --------- | ------------ |
| 1 | 8 janvier 2013   | Rand Stadium (en), Johannesburg, Afrique du Sud | Zambie       | —     | 0-0       | Match amical |
| 2 | 3 septembre 2014 | Stade Mohammed-V, Casablanca, Maroc             | Qatar        | —     | 0-0       | Match amical |
| 3 | 9 octobre 2014   | Grand Stade de Marrakech, Marrakech, Maroc      | Centrafrique | —     | 4-0       | Match amical |

| 0  | Date              | Lieu                                        | Adversaire    | Score | Résultats | Compétitions                |
| -- | ----------------- | ------------------------------------------- | ------------- | ----- | --------- | --------------------------- |
| 1  | 6 juillet 2013    | Stade olympique de Sousse, Sousse, Tunisie  | Tunisie A'    | —     | 0-1       | Qualifications au CHAN 2014 |
| 2  | 13 juillet 2013   | Stade Ibn-Batouta, Tanger, Maroc            | Tunisie A'    | —     | 0-0       | Qualifications au CHAN 2014 |
| 3  | 13 janvier 2018   | Stade Mohammed-V, Casablanca, Maroc         | Mauritanie A' | —     | 4-0       | CHAN 2018                   |
| 4  | 17 janvier 2018   | Stade Mohammed-V, Casablanca, Maroc         | Guinée A'     | —     | 3-1       | CHAN 2018                   |
| 5  | 27 janvier 2018   | Stade Mohammed-V, Casablanca, Maroc         | Namibie       | —     | 2-0       | CHAN 2018                   |
| 6  | 31 janvier 2018   | Stade Mohammed-V, Casablanca, Maroc         | Libye A'      | —     | 3-1 a.p   | CHAN 2018                   |
| 7  | 4 février 2018    | Stade Mohammed-V, Casablanca, Maroc         | Nigeria A'    | —     | 4-0       | CHAN 2018                   |
| 8  | 21 septembre 2019 | Stade d'honneur d'Oujda, Oujda, Maroc       | Algérie A'    | —     | 0-0       | Qualifications au CHAN 2020 |
| 9  | 19 octobre 2019   | Stade d'honneur d'Oujda, Oujda, Maroc       | Algérie A'    | —     | 3-0       | Qualifications au CHAN 2020 |
| 10 | 18 janvier 2021   | Stade de la Réunification, Douala, Cameroun | Togo A'       | —     | 1-0       | CHAN 2020                   |
| 11 | 22 janvier 2021   | Stade de la Réunification, Douala, Cameroun | Rwanda A'     | —     | 0-0       | CHAN 2020                   |
| 12 | 26 janvier 2021   | Stade de la Réunification, Douala, Cameroun | Ouganda A'    | —     | 5-2       | CHAN 2020                   |
| 13 | 31 janvier 2021   | Stade de la Réunification, Douala, Cameroun | Zambie A'     | —     | 3-1       | CHAN 2020                   |
| 14 | 3 février 2021    | Stade de Limbé, Limbé                       | Cameroun A'   | —     | 4-0       | CHAN 2020                   |
| 15 | 7 février 2021    | Stade Ahmadou-Ahidjo, Yaoundé               | Mali A'       | —     | 2-0       | CHAN 2020                   |

## Palmarès
| Raja CA (9) | MAS Fès (3) | Équipe du Maroc (2)                                              |
| --- | --- | ---------------------------------------------------------------- |
| Championnat du Maroc (2) - Champion : 2019-20, 2023-24 - Vice-champion : 2018-19, 2020-21 et 2021-22 Coupe du Trône (2) - Vainqueur : 2017, 2023 - Finaliste : 2022 Coupe nord-africaine (1) - Vainqueur : 2015 Coupe arabe des clubs champions (1) - Vainqueur : 2020 Coupe de la confédération (2) - Vainqueur : 2018 et 2021 Supercoupe de la CAF (1) - Vainqueur : 2019 - Finaliste : 2021 | Coupe du Trône (1) - Vainqueur : 2011 - Finaliste : 2010 Coupe de la confédération (1) - Vainqueur : 2011 Supercoupe de la CAF (1) - Vainqueur : 2011 | Championnat d'Afrique des nations (2) - Vainqueur : 2018 et 2020 |

### Distinctions personnelles
- Meilleur joueur Marocain en 2011.
- Homme du match de la finale de la Coupe de la confédération 2011.
- Prix du meilleur gardien de but du Championnat du Maroc par L'UMFP (6) : 2011, 2017, 2020, 2021, 2022 et 2024[34].
- Prix du meilleur joueur de la saison du Maghreb de Fès organisé par le site Massawi.com: 2011 & 2012
- Meilleur gardien de but de la Ligue des champions en 2020.
- Dans l'équipe type du Ligue des champions en 2020.
- Homme du match de la finale du Championnat d'Afrique des nations 2020.
- Meilleur gardien de but du Championnat d'Afrique des nations 2020.
- Dans l'équipe type du Coupe de la confédération en 2021.
- Prix Aigle du mois pour le meilleur joueur du Raja CA lors de septembre 2020, juin 2021 et novembre 2021.
- Prix Aigle de la saison pour le meilleur joueur du Raja CA au terme de la saison 2020-2021.